# كارموستين
كارموستين (Carmustine)، الذي يباع تحت الإسم التجاري بيجنو(BiCNU ) من بين أسماء أخرى، هو دواء يستخدم لعلاج السرطان.  على وجه التحديد لعلاج أورام المخ، و الورم النقوي المتعدد، و الورم الليمفاوي، و الورم الميلانيني.  يمكن استخدامه كعلاج كيميائي مسكن .  و يؤخذ عمومًا عن طريق الحقن في الوريد أو كجزء من غرسة في الدماغ. 
تشمل الآثار الجانبية الشائعة لهذا العقار على: الغثيان و مشاكل الكلى والتهاب الرئة و كبت نخي العظم.  كما و قد تشمل الآثار الجانبية الأخرى الإصابة ببعض السرطانات الثانوية و تساقط الشعر، و ردود الفعل التحسسية.   أما استخدامه أثناء الحمل فقد يؤدي إلى الإضرار بالجنين.  و هو مركب نيتروز يوريا و عامل ألكلة. 
تمت الموافقة على كارموستين للاستخدام طبيًا في الولايات المتحدة في عام 1977.  و فيها، تبلغ التكلفة حوالي 2800 دولار أمريكي لكل جرعة 100 ملغ اعتبارًا من عام 2023.  أما في المملكة المتحدة، تكلف مصاريف الغرسات هيئة الخدمات الصحية الوطنية حوالي 650 جنيهًا إسترلينيًا لكل منها اعتبارًا من عام 2021. 